# Wilhelm Ludwig Döring
Wilhelm Ludwig Döring (* 10. Juli 1802 in Bochum; † 1. Mai 1877 in Düsseldorf) war ein deutscher Mediziner, Naturforscher und Naturaliensammler, der von 1831 bis 1863 in Remscheid und zuletzt in Düsseldorf wirkte.

## Leben
Wilhelm Ludwig Döring war der Sohn des Apothekers und ehemaligen Besitzers der Rosen-Apotheke in Bochum Peter Wilhelm Ludwig Döring (1766–1841) und dessen Ehefrau Helena Christina, geborene  Kortum (1770–1839), Tochter des Arztes und bekannten Dichters der Jobsiade Carl Arnold Kortum (1745–1824) und dessen Ehefrau Helena Margaretha, geborene Ehinger (1744–1825). Seine Schwester Hermina Arnoldine (1799–1890) war mit dem Apotheker Theodor Löbbecke sen. (1798–1857) verheiratet. Der Apotheker Theodor Löbbecke (1821–1901) war sein Neffe.
Wilhelm Ludwig Döring studierte an der Universität zu Berlin, wurde in Berlin zum Doktor der Medizin und zum Doktor der Chirurgie promoviert und wirkte später von 1831 bis etwa 1863 als Arzt und Sanitätsrat in Remscheid. Von seinem Großvater Carl Arnold Kortum und seinem Vater hatte er eine umfangreiche Bibliothek sowie eine Gemälde- und Naturaliensammlung geerbt, die er pflegte und weiter ausbaute. Er beschäftigte sich mit Moosstudien und konnte bei seinen Aufsammlungen im Bergischen mehrere wissenschaftlich interessante Nachweise erbringen.
Sein 1835 veröffentlichtes Rosenbuch (Die Königin der Blumen) stellt eine umfängliche kulturgeschichtliche Arbeit dar, die zur damaligen Zeit in wissenschaftlichen Kreisen Aufmerksamkeit erregte.
Den aus Remscheid stammenden  Maler Johann Peter Hasenclever regte er zu dem bekannten Bilderzyklus Jobsiade an.
Er war mit seiner aus Elberfeld stammenden Frau Caroline Friederike (1803–1870), geborene Trabert, verheiratet. Beim Umzug der Familie nach Düsseldorf in der Zeit um 1863 übergab er seinem Neffen Theodor Löbbecke die umfangreiche und vermutlich schon von seinem Großvater angelegte Muschel- und Schneckensammlung, die später den Grundstock der Sammlungen des Löbbecke Museums in Düsseldorf bildete.
Wilhelm Ludwig Döring war Mitglied der Gesellschaft Deutscher Naturforscher und Ärzte sowie Ehrenmitglied des Apothekervereins im Nördlichen Deutschland und wurde am 3. August 1835 mit der Matrikel-Nr. 1406 und dem akademischen Beinamen Kortum in die Deutsche Akademie der Naturforscher Leopoldina aufgenommen.

## Schriften
- De pelvi eiusque per animantium regnum metamorphosi. Dissertatio Inauguralis Zootomico-Physiologica, Berolini 1824 (Digitalisat)
- Die Königin der Blumen, oder die höhere Bedeutung der Rose an sich und in Beziehung auf die Gemüthswelt, nach Naturanschauung, Poesie und Geschichte. Ein Beitrag zur tiefern Auffassung und Erkenntniss der Natur überhaupt. Lucas, Elberfeld 1835 (Digitalisat)